# Вогези

Топологічний рельєф Вогез

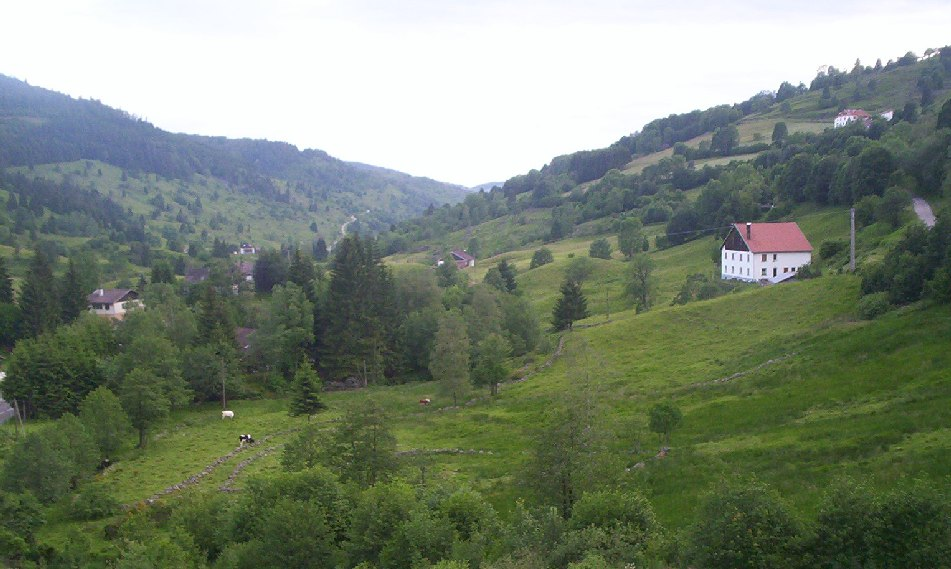
Типовий ландшафт Вогез (Франція)

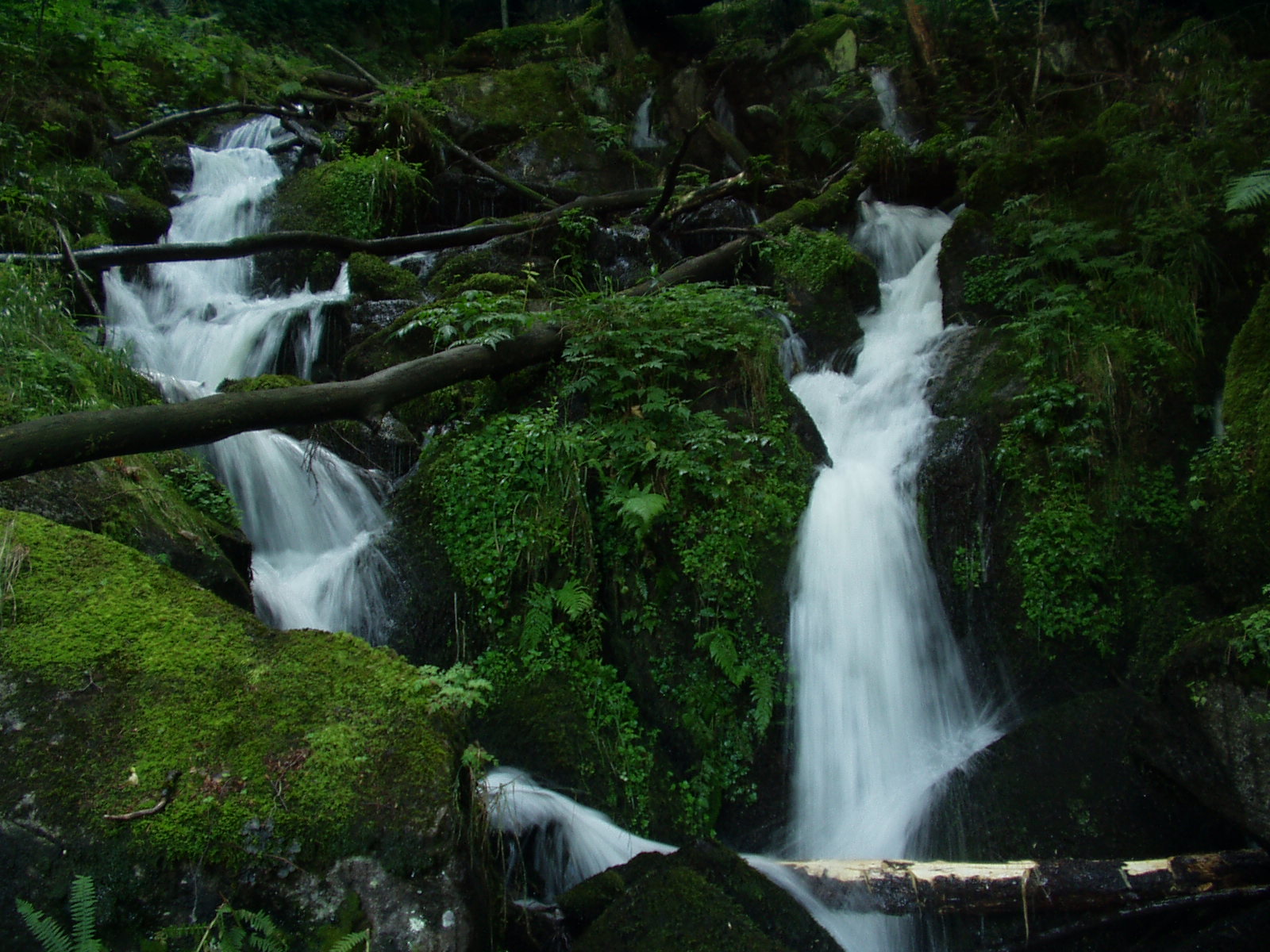
Водоспади Східних Вогез

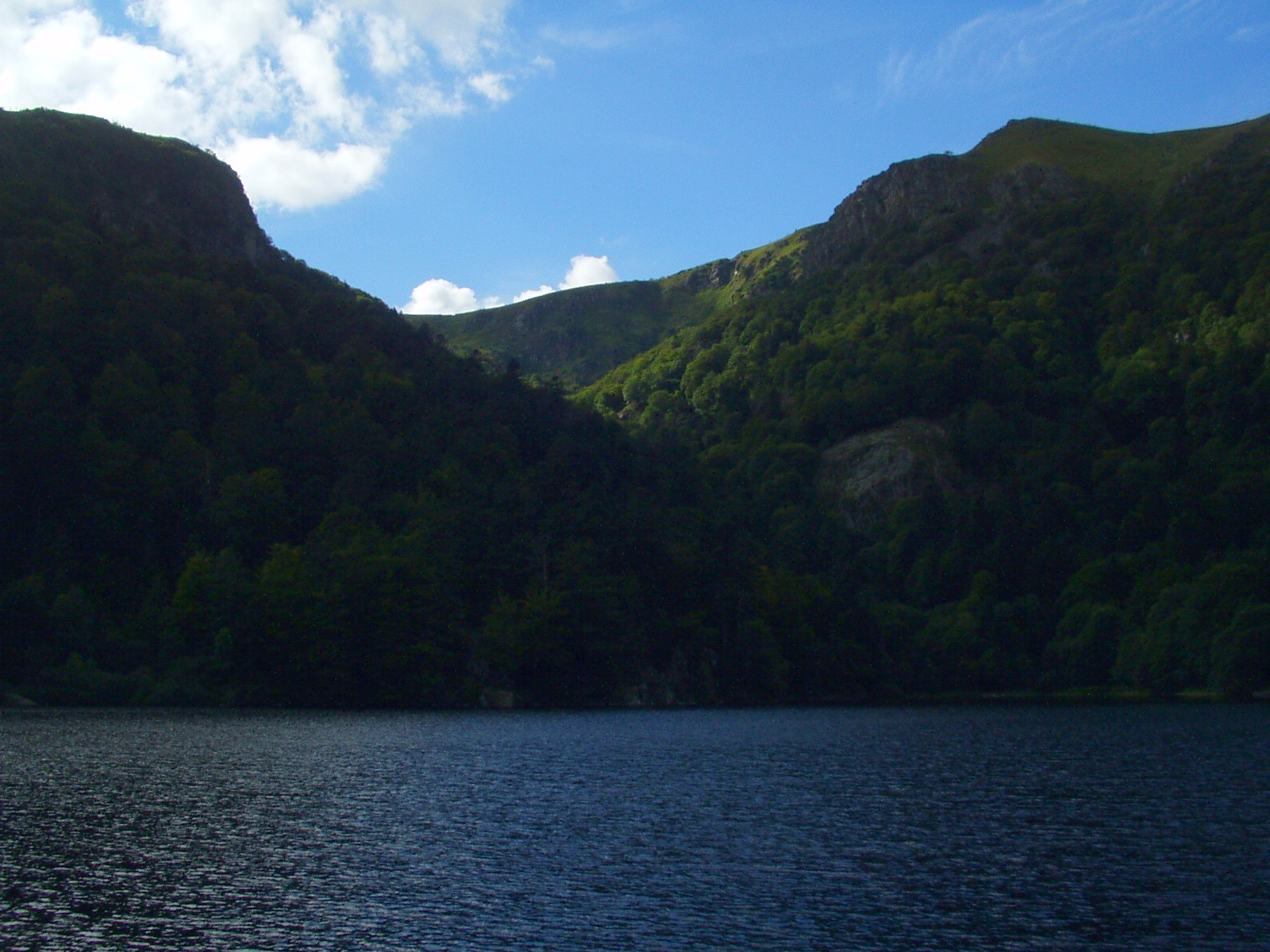
озеро у Вогезах

Вогези (фр. les Vosges, нім. Vogesen) — гірський хребет невисоких гір на північному сході Франції біля кордону з Німеччиною. Разом з Пфальцьким лісом, що розташований північніше, на німецькому боці кордону, утворюють єдину геоморфологічну одиницю, що займає площу 8000 км². Умовною межею Вогез і Пфальцького лісу є Цабернський перевал. Вогези є західною межею Верхньорейнської низовини.
Вогези тягнуться на 160 км паралельне до Рейну. Найвища гора Гранд Бальон (фр. Grand Ballon), має висоту 1424 м над рівнем моря. Хребет відокремлений Бургундською брамою від гір Юра. Він круто спускається у бік Верхньорейнської долини.
Починається на півночі від Бельфора, біля джерел Мозеля, прямо високими урвистими горами, без сполучних відрогів з Юрою, і тягнеться на північ до витоків Лаутеру; північні відроги (у Пфальці) мають назву Гардту, доходять до Вормсу і відділяються притокою Рейну Нае (Nahe) від Гундсрюку.
Загалом довжина Вогезського пасма дорівнює 830 км при ширині 40–60 км; вона чудово відповідає пасму Шварцвальда (на східному березі Рейну) за геологічною будовою, висотою і напрямом. Як і Шварцвальд, Вогези круто уриваються до долини Рейну, з іншого ж боку — поволі знижуються до Лотарінзького плоскогір'я, перетнутого численними пасмами пагорбів.
Пасмо складається з граніту, гнейсу, строкатих тріасових пісковиків, червоного пермського лежня, порфірів, мелафіра і раковістого вапняку. Схожість ґрунтується на тому що і Вогези, і Шварцвальд були сформовані ізостатичним підняттям, під час рифтогенезу Рейнського грабену і є гростами.
Вогезький хребет можна розділити на дві частини: південну, вищу, і північну.
Середня висота південних Вогезів 950 м. Недалеко від початку пасма, на північ від Бургундської брами, підноситься гора Беренкопф (1005 м), баньоподібні вершини Жироман'ї, або Ельзасськал (1290 м), і Серванс (1189 м). До цієї групи примикає пасмо Фосилль (серпоподібна — фр. monts Faucilles), назване так за своєю загальною формою, що тягнеться на захід і сполучає Вогези з Лангрським плоскогір'ям. Далі, пасмо піднімається у куполоподібної вершини Гебвіллера, велетня Вогезів (1426 м), потім, при середній висоті 900 м, піднімаються Ротенбах (1319 м) і Гогепек (1366); у долинах, прилеглих до цієї гори, знаходяться витоки Мерти, Валоні і Мозелотта і чарівні озера Жерармер, Бланшемер. Гори майже суцільно покриті лісом, на східних і південних схилах виноградники, руїни замків. Чудові: Жироманська долина, рясна лугами, по річці Савурез, долина Доллера, Блументаль у Гебвіллера, по річці Лаух, Амарінська долина по річці Тур.
Північні Вогези нижчі південних: головна вершина Донон (1113 м). Гори поступово знижуються, біля широкого Савернського проходу (Saverne) мають всього 380 м висоти, а далі на північ вони переходять в Лотаринзьке плоскогір'я заввишки від 220–320 метрів. У Пфальці частина Вогезів, що знаходиться там, називається Гардом і дещо підвищується: кінцева вершина, Доннерсберг, досягає 780 м.
На всьому своєму протязі пасмо має один і той же геологічний і ботанічний характер. Вогези живлять багато річок; з східного схилу стікають Тур, Техт, Брюш, Ліпорет, Цорн, Цинце, Модер, Сурбах, Лаутер, Ейс, Цейц — притоки Мозеля; із західного схилу: Мерта, Заар, Ербах — притоки Мозеля; з південних схилів стікають притоки Дуба.
Вогезські гори містять великі мінеральні багатства, з яких найважливіші залізні, мідні, свинцеві, срібні руди, мармурові і гіпсові ломки, кам'яне і буре вугілля, в деяких місцях соляні і нафтові родовища.